# Гелета, Василий Архипович
Василий Архипович Гелета (1918—1981) — советский лётчик бомбардировочной авиации в годы Великой Отечественной войны, Герой Советского Союза (27.06.1945). Полковник (1959). Кандидат технических наук (1953).

## Биография
Василий Гелета родился 8 мая 1918 года в селе Чертория (ныне — Ильинецкий район Винницкой области Украины) в крестьянской семье. Окончил среднюю школу, поступил на учёбу в Украинский библиотечный институт. В 1938 году Гелета был призван на службу в Рабоче-крестьянскую Красную Армию Харьковским городским военным комиссариатом. В 1940 году он окончил Мелитопольское военно-авиационное училище. 
С первого дня Великой Отечественной войны — на её фронтах. Воевал на Юго-Западном, Сталинградском, Воронежском, 1-м Украинском фронтах. Участвовал в оборонительных боях на Украине в 1941 году, Киевской оборонительной операции, Сталинградской битве, Среднедонской, Острогожско-Россошанской, Белгородско-Харьковской, Сумско-Прилукской, Киевской, Корсунь-Шевченковской, Львовско-Сандомирской, Висло-Одерской наступательных операциях, боях за Бреслау.
С 1944 года и до конца войны старший лейтенант Василий Гелета был штурманом эскадрильи 797-го бомбардировочного авиаполка 202-й бомбардировочной авиадивизии 4-го бомбардировочного авиакорпуса 2-й воздушной армии 1-го Украинского фронта. К 9 мая 1945 года он совершил 169 боевых вылетов на бомбардировку скоплений живой силы и боевой техники противника. Его экипажем уничтожены 40 автомашин, 13 танков, 2 эшелона с паровозами, 20 повозок, 10 вагонов, 8 орудий, 12 пулемётов, 3 цистерны с горючим, 3 склада, 2 моста, 3 дота, 40 домов, 10 лошадей и более 200 вражеских солдат и офицеров. На земле уничтожил 4 самолёта противника, в воздушных сбил 1 лично и 1 — в группе.
Указом Президиума Верховного Совета СССР от 27 июня 1945 года за «образцовое выполнение боевых заданий командования на фронте борьбы с немецкими захватчиками и проявленные при этом отвагу и геройство» старшему лейтенанту Василию Архиповичу Гелете присвоено звание Героя Советского Союза с вручением ордена Ленина и медали «Золотая Звезда» за номером 7895.
После Победы продолжал службу в Советской Армии. С февраля 1946 года Гелета был штурманом авиаполка. В 1947—1950 годах учился на штурманском факультете Военно-воздушной академии, с сентября 1950 года обучался в адъюнктуре этой академии, которую окончил в 1953 году по штурманскому профилю бомбардировочной авиации. С июля 1960 года Гелета служил в РВСН. Участвовал в разработке, испытаниях и принятии на вооружение ракетных комплексов. С августа 1968 года был начальником отдела Центрального НИИ № 4 Министерства обороны СССР. Кандидат технических наук (1953). В июне 1973 года полковник В. А. Гелета уволен в запас.
Проживал в посёлке Монино Щёлковского района Московской области. Скончался 11 октября 1981 года, похоронен на Монинском гарнизонном мемориальном военном кладбище.

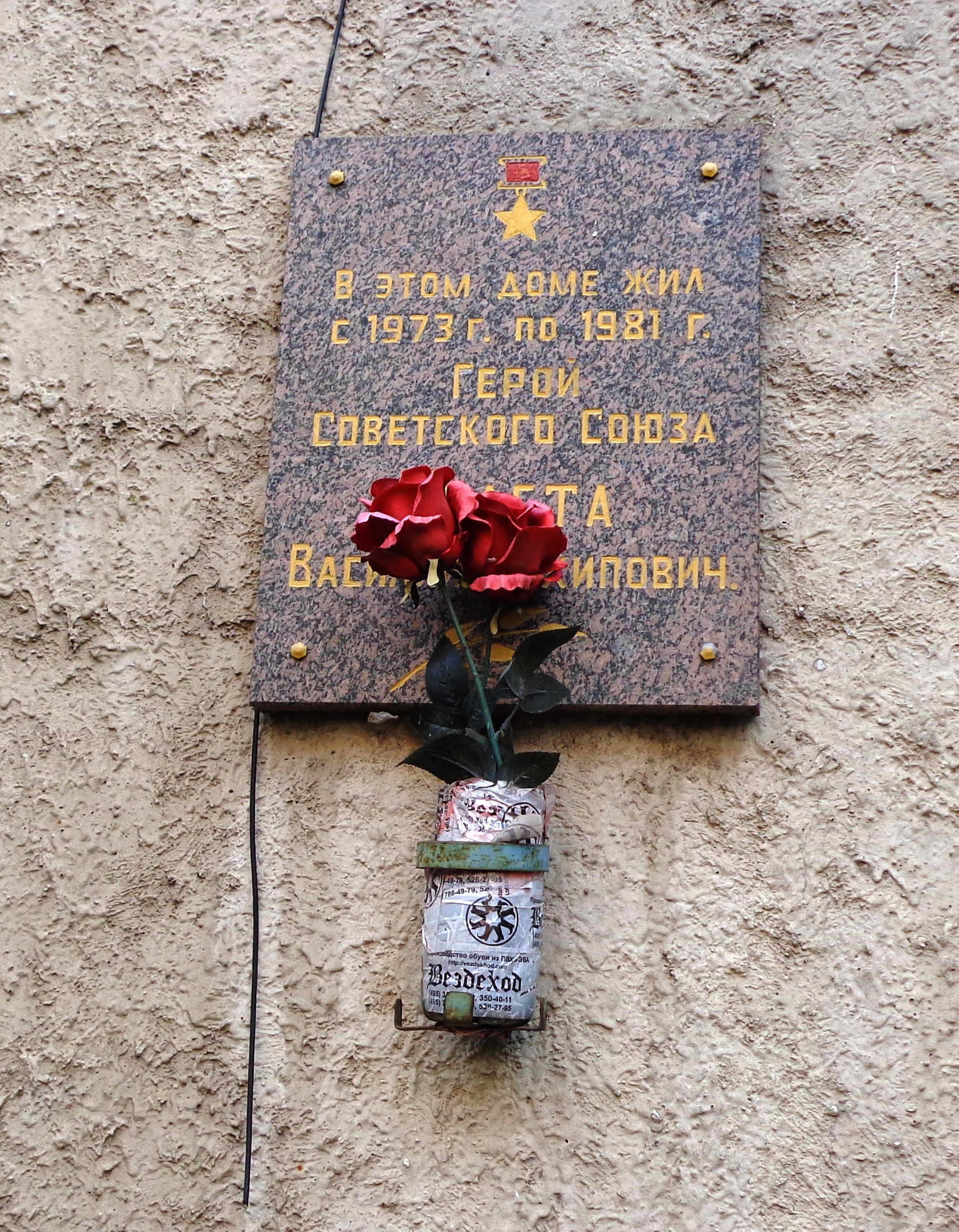
Мемориальная доска на доме № 6 по улице Авиационная в посёлке Монино Щелковского района Московской области

## Награды
- Герой Советского Союза (27.06.1945)
- Орден Ленина (27.06.1945)
- Три ордена Красного Знамени (11.09.1943, 11.06.1944, 4.05.1945)
- Орден Трудового Красного Знамени (22.02.1968)
- Два ордена Красной Звезды (29.01.1943, 30.12.1956)
- Медаль «За боевые заслуги» (20.06.1949)
- Медаль «За оборону Сталинграда»
- Ряд других медалей[4]

## Память
- На доме № 6 по улице Авиационная в Монине, где проживал Герой, установлена мемориальная доска.